# Philygria morans
Philygria morans är en tvåvingeart som först beskrevs av Cresson 1930.  Philygria morans ingår i släktet Philygria och familjen vattenflugor.
Artens utbredningsområde är Österrike. Inga underarter finns listade i Catalogue of Life.